# José Reginaldo Vital
José Reginaldo Vital (nacido el 29 de febrero de 1976) es un exfutbolista brasileño que se desempeñaba como centrocampista.
Jugó para clubes como el Paraná, Gamba Osaka, Atlético Paranaense, Ponte Preta, Consadole Sapporo y Coritiba.

## Trayectoria

### Clubes
| Club                | País   | Año         |
| ------------------- | ------ | ----------- |
| Paraná              | Brasil | 1996 - 1999 |
| Gamba Osaka         | Japón  | 2000 - 2002 |
| Atlético Paranaense | Brasil | 2002        |
| Ponte Preta         | Brasil | 2003        |
| Consadole Sapporo   | Japón  | 2003        |
| Coritiba            | Brasil | 2004 - 2005 |